# Jeffrey van Nuland
Jeffrey van Nuland (Tilburg, 16 december 1990) is een Nederlands voormalig betaald voetballer.
Van Nuland begon met voetballen bij Jong RKC Waalwijk en vertrok daarna naar Jong PSV. Daarna speelde hij even voor Willem II, maar Willem II verhuurde hem later aan Helmond Sport. Daarna nam Esperanza Neerpelt hem over. In januari 2014 keerde hij weer terug bij Helmond Sport. Daarna kwam zijn profloopbaan ten einde en anno 2021 komt hij uit als amateur voor Kozakken Boys.
| Seizoen    | Club                   | Competitie     | Wedstrijden | Doelpunten |
| ---------- | ---------------------- | -------------- | ----------- | ---------- |
| 2008-'09   | RKC Waalwijk           | Eerste Divisie | 2           | 0          |
| 2011-'12   | Willem II              | Eerste Divisie | 9           | 1          |
| → 2012-'13 | → Helmond Sport (huur) | Eerste Divisie | 22          | 1          |
| 2013-'14   | Helmond Sport          | Eerste Divisie | 13          | 0          |
| 2014-'15   | Helmond Sport          | Eerste Divisie | 34          | 1          |
| 2015-'16   | Helmond Sport          | Eerste Divisie | 19          | 1          |
| Totaal     | Totaal                 | Totaal         | 99          | 4          |